# Rainberry, Inc.
Rainberry, Inc., anteriormente conhecida como BitTorrent, Inc., é uma empresa privada norte-americana responsável pelo desenvolvimento contínuo do protocolo P2P BitTorrent e também do µTorrent e do BitTorrent Mainline, dois clientes para este protocolo. A empresa foi fundada no dia 22 de setembro de 2004 pelos norte-americanos Bram Cohen e Ashwin Navin.

## Produtos
BitTorrent é um programa P2P desenvolvido por BitTorrent e por BitTorrent, Inc., utilizado para carregar (upar) e baixar arquivos através do protocolo BitTorrent. BitTorrent foi o primeiro cliente escrito para o protocolo. É muitas vezes apelidado de Mainline por desenvolvedores, denotando suas origens oficiais. Desde a versão 6.0, o cliente BitTorrent tem sido uma versão rebatizada do μTorrent e, por este motivo, deixa de ser código aberto e, atualmente, está disponível para Microsoft Windows e para Mac OS X.

### μTorrent
µTorrent (ou uTorrent; simplesmente abreviado como "µT" ou "uT") é um software gratuito, cliente BitTorrent de código fechado pertencente ao BitTorrent, Inc. É o cliente BitTorrent mais utilizado fora da República Popular da China.
Está disponível para Microsoft Windows, para Android e para Mac OS X. Um servidor μTorrent está disponível para Linux. Todas as versões foram escritas em C++.
Em 7 de dezembro de 2006, µTorrent foi comprado pelo BitTorrent, Inc., conforme foi anunciado em seu fórum oficial.

### BitTorrent/μTorrent Pro
Pro é o nome recebido pelas versões avançadas, anteriormente da marca Plus, do BitTorrent e do μTorrent são versões premium do programa para Windows com recursos adicionais que são baixados e instalados quando o usuário atualiza por 19,95 dólares norte-americanos. Pré-vendas do Plus foram anunciadas em 29 de novembro de 2011 e a atualização ficou disponível em 8 de dezembro do mesmo ano.
Quando um usuário atualiza para a versão Pro do BitTorrent ou do μTorrent, os seguintes recursos vêm ativados:
- Proteção antivírus para os arquivos .torrent adquiridos;
- Reprodutor de mídia HD integrado;[7]
- Capacidade de transcodificação com codecs de mídia;
- Reprodução em fluxo contínuo enquanto o torrent está sendo baixado.[8]

### BitTorrent Sync
Resilio Sync, anteriormente BitTorrent Sync, é uma ferramenta de sincronização de arquivos P2P em execução no Windows, Mac e Linux. O recurso permite sincronizar arquivos entre computadores numa rede local ou entre usuários remotos através da internet.
O programa BitTorrent Sync pré-alfa foi anunciado em janeiro de 2013 e lançado para usuários finais em 23 de abril do mesmo ano. No dia 23 de novembro de 2013, o BitTorrent anunciou o lançamento da versão 1.2 do cliente, junto com a versão beta do BitTorrent Sync API.

### BitTorrent Bundle
A empresa lançou "Bundles" com artistas e bandas como Alice in Chains, Linkin Park, Pixies, Public Enemy e Madonna. Em 17 de setembro de 2013, a empresa lançou o "BitTorrent Bundles for Publishers", programa em fase alfa para os criadores de conteúdo distribuir pacotes de qualquer tamanho e tipo de arquivo usando o cliente BitTorrent.

### Outros produtos e serviços

#### BitTorrent DNA
BitTorrent, Inc. oferece também BitTorrent DNA (Delivery Network Accelerator), um serviço gratuito de envio de conteúdo baseado no protocolo BitTorrent, o qual permite que os provedores de conteúdo distribuam seu conteúdo usando a largura de banda dos seus clientes.

#### SoShare (beta)
No dia 5 de janeiro de 2012, SoShare foi lançado em versão alfa sob o nome "Share" no cliente μTorrent, como cliente de desktop standalone e como cliente web baseado em plugin. Em 15 de fevereiro de 2013, a versão beta do SoShare foi lançada e reposicionada como um aplicativo web de fácil utilização que usa o protocolo BitTorrent, projetada para profissionais da indústria criativa compartilhar fotos, arquivos e vídeos de alta resolução utilizando o sistema de email do aplicativo ou links públicos. Usuários registrados podem enviar arquivos de até um terabyte, gratuitamente.

#### BitTorrent Live
Atualmente em beta aberto, o BitTorrent Live foi anunciado em setembro de 2011 e foi testado publicamente pela primeira vez em 14 de outubro do mesmo ano. BitTorrent estreou Live em beta pública no mês de março de 2013. A plataforma é atualmente utilizado para transmitir eventos de streaming ao vivo dos atos musicas e dos DJs.

#### BitTorrent News
Uma emissora de streaming de notícias ao vivo baseada no BitTorrent Live foi lançada na Convenção Nacional do Partido Republicano norte-americano de 2016.

#### BitTorrent Bleep
BitTorrent Bleep é um cliente de bate-papo multiplataforma, P2P, sem servidor disponível gratuitamente no Windows, Mac, Android e iOS.

#### Project Maelstrom (beta)
No dia 10 de dezembro de 2014, BitTorrent lança o Project Maelstrom, navegador próprio baseado no Chromium, projeto que permite publicar, acessar e consumir conteúdo web sem censura, utilizando os protocolos BitTorrent e DHT. A princípio, o projeto foi lançado como versão alfa de testes fechados (apenas para usuários registrados), mas agora está em versão beta e disponível apenas para Windows.

## Licenciamento
Ademais, BitTorrent Inc. licencia sua tecnologia e marcas apenas para clientes corporativos. O kit de desenvolvimento de software (SDK) do BitTorrent para dispositivos permite aos parceiros integrar a tecnologia BitTorrent nos seus produtos de hardware.

## Prêmios e reconhecimentos
Em abril de 2006, BitTorrent foi selecionado como finalista do prêmio Red Herring 100 da América do Norte (2006).
Em junho de 2007, a empresa recebeu o prêmio Webware 100 (2007), da CNET.
Em junho de 2007, BitTorrent foi o destinatário do DCIA Innovator's Award (2007).
Em novembro de 2007, BitTorrent recebeu o prêmio Escolha dos Leitores na categoria Fluxo de Mídia.
Em maio de 2010, BitTorrent foi reconhecido como uma das "Empresas "Mais Quentes" de São Francisco em 2010", por Lead411.
Em fevereiro de 2013, BitTorrent foi listado entre as 50 "Empresas Mais Inovadoras de 2013" pela empresa Fast.

## Padrões de trabalho
BitTorrent Inc. também promove o desenvolvimento do protocolo BitTorrent através de P&D e de especificações abertas. As discussões sobre desenvolvimento dos protocolos são armazenadas no site http://www.bittorrent.org. A empresa também contribui através de organismos de normalização, como a Internet Engineering Task Force (IETF), no grupo de trabalho LEDBAT (http://www.ietf.org/html.charters/ledbat-charter.html).

## Parceiros para negócios
De acordo com o site da empresa, BitTorrent Inc. anunciou parceria com muitas empresas, incluindo, por capital de risco, Accel Partners e DCM, parceiros de tecnologia ESA Flash Components, NTL:Telewest, Opera Software, e parceiros de dispositivos Buffalo Technology, D-Link, I-O Data, Marvell Semiconductors, Netgear, Planex Communications Inc. e QNAP Systems, Inc.